# Rob Torres
Pour les articles homonymes, voir Torres.
Robert Joseph Torres, dit Rob Torres, né le 10 septembre 1973 dans l’État de New York et mort le 26 juin 2018, est un artiste de cirque américain.

## Biographie

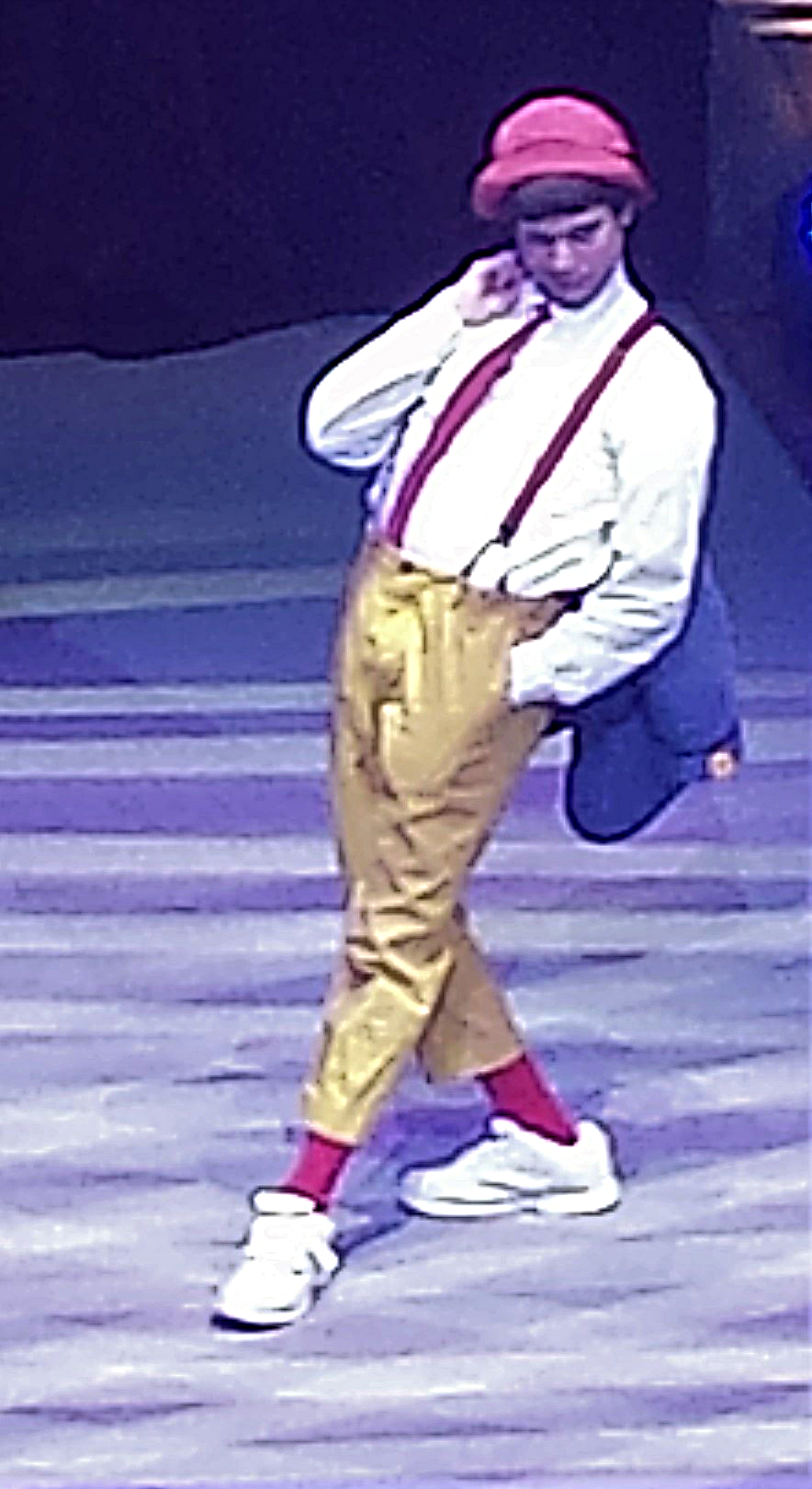
Rob Torres au cirque d'hiver Bouglione le 25 octobre 2014

Né de Marguerite et Efrein Torres le 10 septembre 1973, dans le comté de Rockland, Rob avait une sœur, Allison, et deux frères, Thomas et Andrew. Sa famille déménage à Hillsdale, dans le New Jersey, non loin de Manhattan et des lumières de Broadway.et fréquente le Pascack Valley High School (en).
Adolescent, il développe sa passion pour le cirque et la magie. Diplômé en 1991 du Rigling Bros. and Barnum & Bailey Clown College, il s’engage pour trois saisons chez Clyde Beaty Cole Bros Circus.
Il passera les cinq années suivantes chez Disney à Orlando et Tokyo puis, se produira lors de croisières de la Compagnie Costa.
Il est présent au légendaire Cirque d'Hiver de Paris en 2012 « Éclat », 2014 « Géant » et 2017 « Exploit ».
En juillet 2018, il est à l’affiche du 11e Festival Funambolika à Pescara en Ilalie.
Il a joué dans plus de 60 pays...

## Mort
Le 26 juin 2018, durant le vol de Houston – Boston, Rob Torres subi un arrêt cardiaque et meurt, malgré la tentative de réanimation de l’équipage et l’atterrissage d'urgence à l'aéroport de Washington Dulles.